# Laatste Oordeel (Alaert du Hamel)
Het Laatste Oordeel is een gravure van de 15e-eeuwse Bossche prentkunstenaar Alaert du Hamel, die vermoedelijk is gebaseerd op werk van de schilder Jheronimus Bosch.

## Voorstelling
Het stelt de dag des oordeels voor met middenboven een oordelende Christus, tronend op een regenboog, met de wereldbol aan zijn voeten en met het zwaard en de lelietak als attributen. Hij is omgeven door engelen met op verschillende banderollen de tekst:

Hec est dies quem fecit dominus. Surgite mortui venite ad iudicium.
Dit is de dag die de heer heeft gemaakt. Sta op, doden, en kom tot uw oordeel.

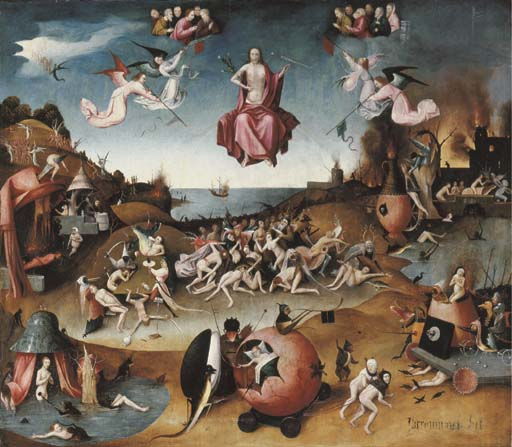
Atelier van Jheronimus Bosch. Het Laatste Oordeel. 1500-1510. Huidige verblijfplaats onbekend.

Linksboven is een groepje uitverkorenen afgebeeld – vermoedelijk heiligen – terwijl onder dit alles een hevig gevecht plaatsvindt tussen engelen en demonen om zo veel mogelijk zielen voor zich te winnen. De zielen van de uitverkorenen worden door engelen begeleid naar een heuvelachtig landschap links, dat het aards paradijs voorstelt. De zielen van de verdoemden, echter, worden door de meest uiteenlopende demonen met geweld naar rechts getrokken, waar ze in een burcht een onbekend lot staat te wachten. Wat opvalt is dat de demonen ver in de meerderheid zijn en dat het aards paradijs een zeer klein gedeelte van het landschap inneemt, alsof de maker wil zeggen dat het slechte in de wereld de overhand heeft.

## Toeschrijving
De gravure draagt middenboven Du Hamels huismerk. De voorstelling doet sterk denken het werk van zijn stadsgenoot, Jheronimus Bosch. Het sluit nauw aan bij een Laatste Oordeel, dat vermoedelijk afkomstig is uit het atelier van deze schilder en dat in 2003 voor het laatst gesignaleerd werd op een veiling bij Christie's in Londen. Volgens kunsthistoricus Max Friedländer is Du Hamels gravure zo Boschiaans, dat hij er rekening mee houdt dat hij gebaseerd is op een tekening van Bosch. Een aantal details komt ook voor op andere werken van Bosch. Het zittende mannetje geheel links dat zijn handen voor zijn hoofd houdt komt ook voor op het fragment Opstanding van de doden en verdoemden die naar de hel worden gevoerd en het schilderij De Zeven Hoofdzonden. Het gebukte mannetje dat onder zijn benen doorkijkt komt ook voor op de tekening Fantasiewezens en een grote vis in Oxford. De wijzende engel linksachter is vergelijkbaar met de engel op het linkerluik van de fragmenten Paradijs en hel.

## Afdrukken
Van de gravure zijn dertien afdrukken bekend, die onder meer bewaard worden in het Kupferstichkabinett in Berlijn en het Rijksprentenkabinet in Amsterdam. In de loop van de 16e eeuw is de prent twee keer (in gewijzigde vorm) gekopieerd. Op een van deze prenten staat Jheronimus Bosch vermeld als inventor (ontwerper). De tweede is gegraveerd door Pieter van der Heyden naar een tekening van Pieter Bruegel de Oude in de Albertina in Wenen.